# Pausulae
Pausulae (łac. Dioecesis Pausulensis) – stolica historycznej diecezji w Italii istniejącej w pierwszych wiekach. 
Współczesne miasto Corridonia w prowincji Macerata we Włoszech. Obecnie katolickie biskupstwo tytularne ustanowione w 1966 przez papieża Pawła VI.

## Biskupi tytularni
| Lp. | Biskup                | Funkcja                            | Od           | Do                   |
| --- | --------------------- | ---------------------------------- | ------------ | -------------------- |
| 1   | Alfred Kleinermeilert | biskup pomocniczy Trewiru (Niemcy) | 3 maja 1968  | 22 października 2023 |
| 2   | Mauro Lalli           | nuncjusz apostolski                | 1 marca 2024 |                      |